# BRDM-2
BRDM-2 (ros. Бронированная Разведывательно-Дозорная Машина, Bronirowannaja Razwiedywatielno-Dozornaja Maszyna – opancerzony pojazd rozpoznawczo-patrolowy) – opancerzony samochód rozpoznawczy. Został zaprojektowany w Związku Radzieckim.

## Historia
Samochód BRDM-2 został opracowany w Biurze Konstrukcyjnym Fabryki Samochodów GAZ w 1962 r. Jego produkcję seryjną uruchomiono w 1963 r. Po raz pierwszy zaprezentowano go publicznie w 1966 r. Był używany w ponad 45 krajach.

## Budowa
BRDM-2 ma ulepszone właściwości pławne i lepsze uzbrojenie niż swój poprzednik BRDM-1. Przedział załogi umieszczono z przodu, a napędowy z tyłu. Silnik również ma większą moc niż w BRDM-1 (140 KM V-8 zamiast 90 konnego 6-cylindrowego silnika). Załoga składa się z czterech osób: dowódca, kierowca, zwiadowca i celowniczy. Uzbrojenie jest takie samo jak w transporterze opancerzonym BTR-60: karabin maszynowy KPWT 14,5 mm oraz karabin maszynowy PKT 7,62 mm. Z zewnątrz różni się od pierwszego BRDM-a większym kadłubem. W podstawowej wersji ma zamontowaną stożkowatą wieżyczkę w centralnej części. W przedniej części dwa włazy. BRDM-2 wyposażony jest w reflektor podczerwieni, podczerwone światła drogowe oraz filtr NBC. Pojazd ma dwie pary kół i centralny system regulacji ciśnienia, przydatny do poruszania się w każdym terenie, a także dodatkowe koła w środkowej części kadłuba, ułatwiające pokonywanie rowów i nasypów. Ma również pędnik wodnoodrzutowy do poruszania się w wodzie. Opancerzenie zabezpiecza przed ostrzałem z broni ręcznej. Odłamki artyleryjskie i pociski karabinów maszynowych mogą penetrować pancerz. Opony nie są zabezpieczone przed przebiciem i są podatne na uszkodzenia.

## Wersje

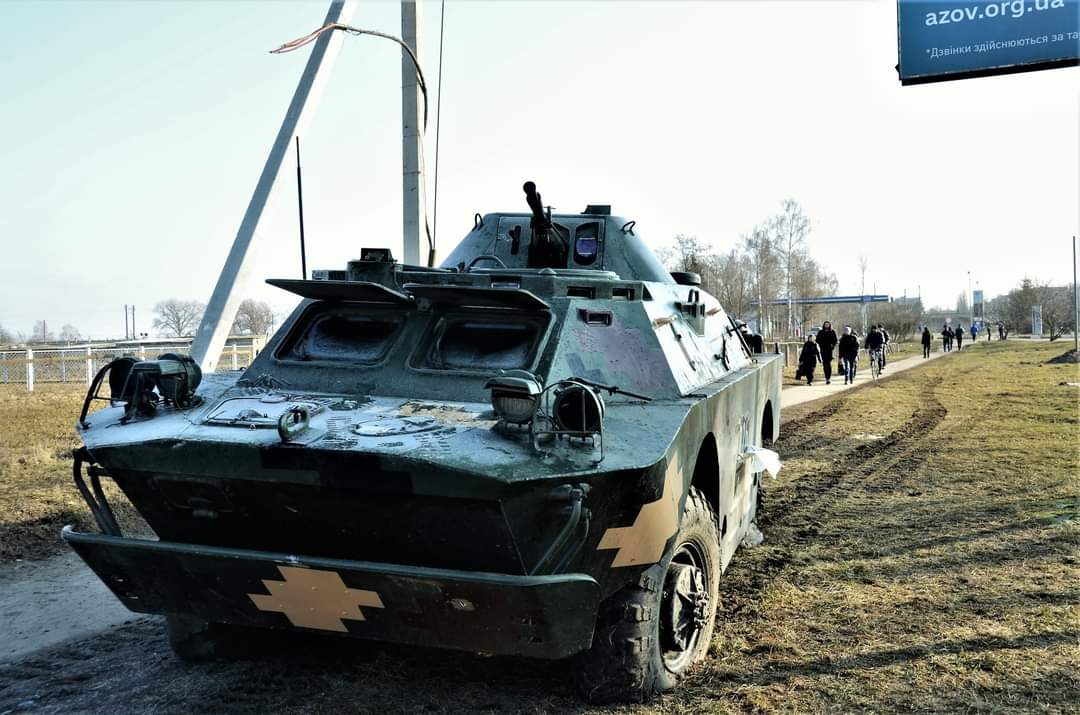
Uszkodzony ukraiński BRDM-2 w czasie obrony miasta Konotop podczas rosyjskiej inwazji na Ukrainę w 2022

- BRDM-2RS – wóz rozpoznania skażeń chemicznych i promieniotwórczych z załogą trzyosobową: dowódca, kierowca, zwiadowca.
- BRDM-2U – wóz dowódczo-sztabowy. Pozbawiony wieży i uzbrojenia. Wyposażony w większą liczbę środków łączności.
- BRDM-2R5 z radiostacją umożliwiającą sprawną łączność dowódcy kompanii oraz dowódcom plutonów
- BRDM-2 z sześcioprowadnicową wyrzutnią (9P122 albo 9P133) przeciwpancernych pocisków kierowanych 9M14 Malutka.
- BRDM-2 z wyrzutnią ppk 9M17 Falanga.
- BRDM-2 z wyrzutnią ppk 9M17M Skorpion
- BRDM-2 z wyrzutnią ppk 9M113 Konkurs
- BRDM-2 z rakietowym systemem przeciwlotniczym 9K31 Strieła-1.
- BRDM-2 M96/M97 – polskie odmiany pojazdu BRDM-2

## W muzeach
Pojazdy BRDM-2 są eksponowane w następujących muzeach:
- Muzeum Militariów Atena w Skwierzynie - sprawne pojazdy
- Muzeum Wojsk Lądowych w Bydgoszczy BRDM-2, nr taktyczny 3142, tablica rejestracyjna UKW 3142
- Muzeum Techniki i Machin Wojennych w Gnieźnie BRDM 2RS, pojazd w pełni sprawny technicznie
- Muzeum Regionalne w Dębicy – BRDM-2
- Lubuskie Muzeum Wojskowe w Drzonowie
  - BRDM-2, nr taktyczny 6887, tablica rejestracyjna UFK2800
  - BRDM-2 z rakietowym systemem przeciwlotniczym 9K31 Strieła-1
- Muzeum Broni Pancernej w Poznaniu - BRDM-2R5
- Muzeum Eksploracji w Przeźmierowie – BRDM-2, tablica rejestracyjna UKO 3694
- Muzeum Historii i Tradycji Żołnierzy Suwalszczyzny w Suwałkach - BRDM-2
- Muzeum Wojska Polskiego w Warszawie
  - Park plenerowy przed siedzibą główną - BRDM-2
  - Muzeum Polskiej Techniki Wojskowej
    - BRDM-2
    - BRDM-2R5
    - BRDM-2 z rakietowym systemem przeciwlotniczym 9K35M3 Strzała-10M3
- Muzeum Oręża Polskiego w Kołobrzegu
  - BRDM - 2RS nr. taktyczny X374 nr. rej. UBT 6896
- Muzeum Techniki Militarnej i Użytkowej MTMiU
  - Pojazd sprawny technicznie
- Muzeum Techniki Wojskowej GRYF w Żukowie – BRDM -2 sprawny technicznie
- Muzeum Sprzętu Wojskowego w Mrągowie – BRDM-2

## Użytkownicy
Aktualni użytkownicy

- Afganistan
- Algieria
- Angola – 50
- Armenia – 120
- Azerbejdżan – 29
- Białoruś
- Bośnia i Hercegowina
- Bułgaria
- Burundi
- Czechy
- Dżibuti
- Egipt
- Erytrea
- Estonia – 7
- Gruzja – 17
- Gwinea
- Indie
- Indonezja
- Irak
- Kambodża
- Kamerun – 200–300
- Korea Północna
- Kuba – 100
- Kurdystan
- Libia – 350
- Litwa
- Łotwa
- Macedonia – 10
- Madagaskar – 2
- Malediwy
- Mali – 20
- Mołdawia – 27
- Mongolia – 120
- Naddniestrze
- Namibia
- Palestyna – 45
- Pakistan
- Peru
- Polska

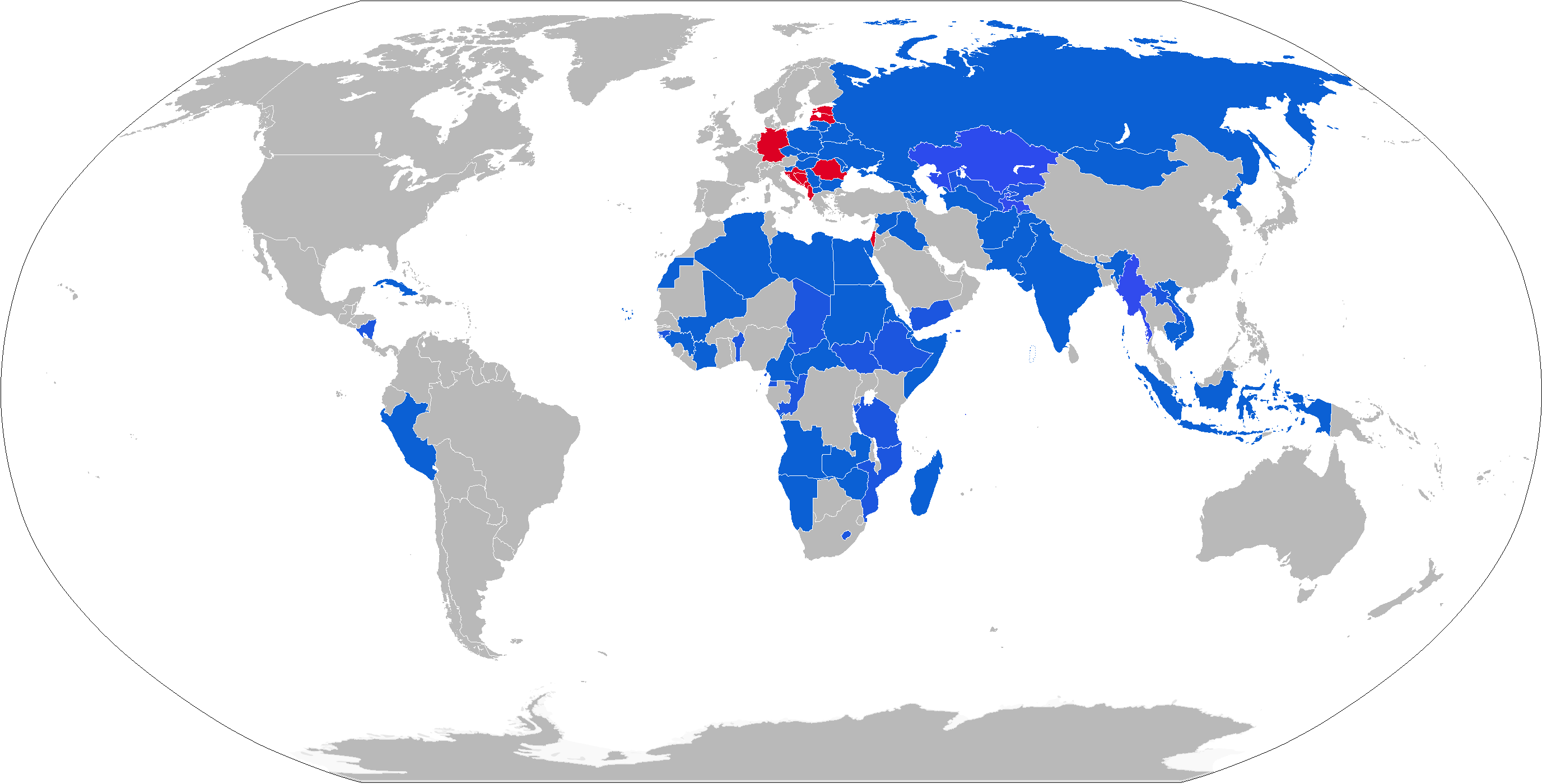
Niebieski - aktualni; czerwony - byli

- Republika Zielonego Przylądka
- Rumunia – 138
- Rosja
- Sahara Zachodnia
- Serbia – 76 (40 w rezerwie) + 30 z Rosji w 2017
- Słowacja
- Słowenia
- Somalia
- Sudan
- Syria – 950
- Turkmenistan – 30
- Ukraina
- Węgry
- Wietnam – 200
- Wybrzeże Kości Słoniowej
- Zambia
- Zimbabwe

Byli użytkownicy
- Albania – 30
- Armia Południowego Libanu
- Chorwacja – 9
- Czechosłowacja
- Grenada
- Jugosławia
- NRD
- Niemcy
- Ruch Niezależnych Naserystów
- ZSRR